# Charles Taylor (filozof)
Charles Margrave Taylor (5. listopadu 1931, Montreal) je kanadský sociolog, politický vědec a filozof a římský katolík. Zabývá se hlavně politickou filozofií, etikou a dějinami filozofie, několikrát také sám kandidoval v parlamentních volbách. Většinou bývá pokládán za komunitaristu.

## Život
Studoval na McGill university v Montrealu a v letech 1953–1961 v Oxfordu, kde se pak stal také učitelem a profesorem. Souběžně byl také profesorem politických věd a filozofie na McGill university až do svého penzionování. Působí jako profesor práva a filozofie na Northwestern university v Evanstonu u Chicaga. V 60. letech 20. století třikrát neúspěšně kandidoval do kanadského parlamentu za sociální demokracii (New democratic party). V Kanadě byl několikrát vyznamenán a v roce 2007 obdržel Templetonovu cenu za příspěvek k humanitním vědám.
Důkladně se zabýval Hegelem a dále byl ovlivněn také Heidegger, Merleau-Pontym a Wittgensteinem. Ve svém nejznámějším díle „Zdroje já“ (Sources of the Self, 1989) polemizuje s představou izolovaného lidského individua a naopak vyzvedá význam druhých při formování lidské osoby. Odmítá také názor, že je člověk jakoby ostře oddělen od okolního světa a proti tomu ukazuje, jak je člověk vždy již do svého světa zasazen, především svou tělesností. V etické oblasti se snaží uplatnit myšlenku autentičnosti a nepodmíněného respektování jinakosti druhého. Odtud také pramení jeho zájem o pluralismus a multikulturalismus.